# Gare de Schopperten
La gare de Schopperten est une gare ferroviaire française de la ligne de Berthelming à Sarreguemines, située sur le territoire de la commune de Schopperten, dans la collectivité européenne d'Alsace, en région Grand Est.
Elle est fermée à tout trafic.

## Situation ferroviaire
La gare de Schopperten est située au point kilométrique (PK) 21,1 de la ligne de Berthelming à Sarreguemines, entre les gares fermées de Sarre-Union et de Keskastel.

## Histoire
La gare de Schopperten est mise en service en 1872 par la Direction générale impériale des chemins de fer d'Alsace-Lorraine (EL) lorsqu'elle ouvre la ligne Sarrebourg - Sarreguemines.
Le 19 juin 1919, la gare entre dans le réseau de l'Administration des chemins de fer d'Alsace et de Lorraine (AL), à la suite de la victoire française lors de la Première Guerre mondiale. Puis, le 1er janvier 1938, cette administration d'État forme avec les autres grandes compagnies la SNCF, qui devient concessionnaire des installations ferroviaires de Schopperten. Cependant, après l'annexion allemande de l'Alsace-Lorraine, c'est la Deutsche Reichsbahn qui gère la gare pendant la Seconde Guerre mondiale, du 1er juillet 1940 jusqu'à la Libération (en 1944 – 1945).
En 2014, la SNCF estime la fréquentation de la gare à 21 469 voyageurs.
En 2017, la liaison Sarreguemines – Sarralbe – Sarre-Union a représenté 50 993 voyages, soit une baisse de 41 % par rapport à 2016. Le manque d'entretien de la voie et l'absence de financement pour des travaux de régénération nécessitent la mise en place, depuis le 22 décembre 2018, d'abaissements de la vitesse limite, à 20 km/h entre Sarre-Union et Sarralbe et à 40 km/h entre Sarralbe et Kalhausen. L'augmentation des temps de parcours ainsi causée a entraîné la décision de reporter le trafic voyageurs sur route, appliquée à la même date,.
La suspension des circulations ferroviaires est annoncée comme « temporaire » par la région Grand Est. Toutefois, plusieurs usagers craignent que la ligne soit à terme définitivement fermée. Une pétition demandant sa réouverture — éventuellement jusqu'à Berthelming et Sarrebourg — a été lancée sur Internet,.

## Service routier de substitution
Le site de la gare est un arrêt des autocars du réseau TER Grand Est qui relient, tous les jours, Sarreguemines à Sarre-Union ou parfois à Sarrebourg.

## Patrimoine ferroviaire
L'ancien bâtiment voyageurs, désaffectée, est devenu une habitation privée.